# 海澤爾·桑普森
海澤爾·M·桑普森（英語：Hazel M. Sampson，1910年5月26日—2014年2月4日），美國克拉勒姆長老、語言保護者，華盛頓州詹姆斯敦克拉勒姆部落的成員，也是最後一位克拉勒姆語的母語者。
在她去世之後，克拉勒姆語在四個克拉勒姆原住民社區中仍被一些成員作為第二語言使用：這些社區包括：詹姆斯敦克拉勒姆部落、奧林匹克半島的下艾爾華克拉勒姆部落、基沙普半島的甘貝爾港克拉勒姆印地安居住區，以及加拿大英屬哥倫比亞的斯奇亞紐第一民族。

## 生涯
海澤爾·桑普森，原名為海澤爾·霍爾（Hazel Hall），1910年5月26日出生於華盛頓州詹姆斯敦，父母分別為威廉威廉·哈爾（William Hall）與伊達·巴爾奇·霍爾（Ida Balch Hall），外祖父詹姆斯·巴爾奇（James Balch）為詹姆斯敦鎮與詹姆斯敦克拉勒姆部落的創始人。她的父母從小教她使用克拉勒姆語，但她後來很快就學會了英語作為第二語言。其父於1910年左右在華盛頓州鄧傑內斯的奧林匹克半島建立了第一座印地安震教會的教堂。
1934年，海澤爾·桑普森和她的丈夫愛德華·C·桑普森（Edward C. Sampson Sr.）從詹姆斯敦搬遷到安吉利斯港，並成為購買下艾爾華克拉勒姆保留地的十三個創始家庭之一。在他們的婚姻持續了75年之後，愛德華·桑普森於1995年去世。她還是詹姆斯敦克拉勒姆部落的成員，該部落在1980年代成為獨立的克拉勒姆政治實體，並和另外三個克拉勒姆部落有密切交流。
海澤爾·桑普森是保護克拉勒姆語的重要貢獻者。自1990年起，北德克薩斯大學語言學教授蒂莫西·蒙特勒開始從事克拉勒姆語的語言保護工作 ，並與安吉利斯港高中的克拉勒姆語教師、下艾爾華克拉勒姆部落成員傑米·瓦拉迪茲（Jamie Valadez）共同編輯克拉勒姆語的語言材料和教學工具，以保護克拉勒姆語免於滅絕。
蒙特勒和瓦拉迪茲很快就開始與克拉勒姆當地的母語者合作，除了海澤爾·桑普森以外，還有艾德琳·史密斯 、比亞·查理斯、艾德·桑普森（Ed Sampson）等人。1999年，蒙特勒出版了幾本藉由說故事教授克拉拉姆語基礎知識的指南和課程計劃。2012年，蒙特勒透過華盛頓大學出版社出版了第一本克拉勒姆語字典，其中詞彙、術語的定義和用法多由海澤爾·桑普森、史密斯和查理斯提供。
雖然海澤爾·桑普森蒙特勒與瓦拉迪茲等人密切合作，且研究人員相信她比起她丈夫與計劃中的所有人都了解克拉勒姆語，但她卻以傳統為由，拒絕被他們列入這個計劃的正式成員。在艾德琳·史密斯於2013年去世之後，海澤爾·桑普森成為了最後一位以克拉勒姆語為母語的使用者。
海澤爾·桑普森居住在安吉利斯港的家中，直到2014年2月4日去世，享嵩壽103歲。她的去世標誌著克拉勒姆語最後一位母語人士的去世，儘管尚有一些年輕的部落成員繼續將克拉勒姆語做為第二語言使用。根據瓦拉迪茲的說法，「她是最後一位…（她的逝去）改變了一切的動態…他們對我們的文化和傳統有著如此多的了解。」